# Consiglio della provincia autonoma di Trento
Il Consiglio della provincia autonoma di Trento è il Consiglio provinciale del Trentino. Il Consiglio esercita la funzione legislativa ed ha la funzione di controllo nei confronti della giunta della Provincia autonoma di Trento nell'esercizio della sua competenza.
Grazie allo Statuto d'Autonomia della Regione Trentino-Alto Adige, il Consiglio esercita numerose competenze su molte materie, in un numero maggiore non solo rispetto a quelli di qualsiasi provincia italiana, ma anche rispetto ai consigli regionali. Di fatto il potere nelle varie materie dei Consigli delle province autonome di Trento e di Bolzano è pari o superiore a quello di una normale regione a statuto ordinario o provincia di una regione autonoma.
Il Consiglio è composto da 35 consiglieri (34 più il presidente della provincia), di cui 1 eletto dalla minoranza ladina. I consiglieri sono anche allo stesso tempo membri del Consiglio regionale del Trentino-Alto Adige, che esercita un numero considerevolmente minore di competenze (la gran parte delle competenze viene infatti esplicata dalle due province autonome che costituiscono la regione).
Il Consiglio partecipa al Dreier Landtag assieme al Consiglio provinciale di Bolzano e al Landtag del Tirolo.
La sede è a Palazzo Trentini, in via Manci a Trento, ma le sedute si svolgono per consuetudine nella sala del Consiglio all'interno del Palazzo della Regione in Piazza Dante.

## Storia
La provincia di Trento veniva istituita con Regio decreto 21 gennaio 1923, n. 238 e comprendeva, fino al 1927, anche il territorio dell'odierna provincia autonoma di Bolzano.
Con il Regio decreto 11 gennaio 1923, n. 9 era stata estesa alle nuove province la legge comunale e provinciale del 1915. Le elezioni si sarebbero dovute svolgere entro l'aprile 1923. Il sistema elettorale introdotto doveva essere basato sulla elezione dei consiglieri provinciali all'interno di mandamenti, i consiglieri erano ripartiti nei mandamenti a seconda della popolazione degli stessi e le circoscrizioni mandamentali provinciali, stabilite nel 1923, erano una trentina.
Le elezioni del consiglio provinciale verrà però sempre prorogata dall'autorità fascista non permettendo lo svolgimento delle elezioni dei rappresentanti del consiglio provinciale nella nuova Provincia di Trento. Le proroghe alle elezioni amministrative avvennero con l'estensione dei termini elettorali di tre mesi in ciascun decreto del marzo, luglio e ottobre 1923. Nel 1924 vennero prorogate al 1925 e successivamente mai convocate mantenendo l'amministrazione straordinaria di nomina prefettizia fino alla riforma del 1928 che abolì il sistema elettivo delle province sostituendo i consigli con i rettorati nominati d'autorità dal governo.
Dopo l'occupazione tedesca le norme transitorie per l'amministrazione dei comuni e delle province del Regio decreto-legge 4 aprile 1944, n. 111 istituivano le deputazioni provinciale di nomina prefettizzia e venivano applicate in Trentino il 17 luglio 1945. La deputazione aveva le competenze del consiglio determinate nel testo unico del 1915.
Il 26 febbraio 1948 è stata promulgata la legge costituzionale n. 5 "Statuto speciale per il Trentino-Alto Adige" istituendo la regione autonoma composta dalle due province di Trento e Bolzano.
Le prime elezioni regionali si svolgono il 28 novembre 1948, con un'affluenza dell'81,3% in Trentino, e il 13 dicembre successivo si riunisce per la prima volta il consiglio regionale. La deputazione provinciale che aveva retto la Provincia di Trento sulla base delle norme transitorie ha cessato la sua attività il 20 dicembre 1948, per essere sostituita dal consiglio provinciale appena eletto.
Inizialmente lo statuto indicava in 4 anni la durata delle legislature consiliari e determinava il numero di consiglieri regionali in uno ogni quindicimila abitanti.
I consiglieri trentini sono stati quindi 26 dal 1948 alle elezioni del 1960, 27 in quelle del 1964 e del 1968. Con la legge costituzionale 23 febbraio 1972, n. 1 la durata delle legislature fu fissata in 5 anni e i consiglieri regionali furono numerati in 70 e divisi per ogni provincia a seconda della popolazione. Furono quindi 36 i consiglieri trentini nelle elezioni del 1973 e del 1978, 35 dal 1983 in poi, essendo stati fissati in 35 per provincia dal 2001 nell'articolo 48 dello Statuto.
È con la legge costituzionale 10 novembre 1971, n. 1 che lo Statuto speciale viene riformato nel senso di un forte incremento delle funzioni di governo a livello provinciale rispetto a quella regionale.
Con le modifiche costituzionali del 2001 il consiglio regionale è stato poi rimodulato come organo di secondo grado, ribaltando lo schema del 1948 sono quindi i consigli provinciali a comporre il consiglio regionale. I consigli delle due province autonome hanno scelto inoltre la forma di governo e il sistema elettorale tra un impianto proporzionale e l'elezione diretta. Dall'entrata in vigore della legge provinciale 5 marzo 2003, n. 2 il presidente della provincia viene scelto attraverso l'elezione diretta e un premio di maggioranza.

### Consulta per la riforma dello Statuto Speciale
Con legge provinciale 2 febbraio 2016, n. 1 si è istituita la Consulta per lo Statuto speciale per il Trentino-Alto Adige/Südtirol, specularmente nel Consiglio provinciale di Bolzano si era istituito un organo simile.
La consulta aveva il compito di aprire un percorso partecipativo e redigere un documento conclusivo con cui la Provincia avrebbe aperto il processo di revisione statutaria dello statuto speciale. La consulta era composta di 25 membri ed ha terminato i propri lavori il 26 marzo 2018.

## Elezione
Il Consiglio provinciale viene eletto ogni 5 anni in occasione delle elezioni provinciali. Esse si svolgono sulla base della normativa contenuta nella legge provinciale 5 marzo 2003, n. 2, che prevede l'elezione diretta del Presidente della Provincia, la possibilità del voto per un singolo partito ad esso collegato. Dal 2018 il voto di preferenza è esprimibile fino a due candidati consiglieri di genere diverso, nessuno dei due generi può essere rappresentato in misura superiore all'altro in ogni lista.
Per quanto riguarda la distribuzione dei seggi ai partiti, essa avviene con un sistema elettorale proporzionale con premio di maggioranza. Alla coalizione sostenente il presidente eletto, viene garantita di base la maggioranza assoluta dei seggi, cioè 18. Se però il presidente eletto ottiene almeno il 40% dei suffragi, ai suoi partiti vengono assegnati almeno i tre quinti dei seggi, cioè 21. A garanzia delle minoranze, la coalizione vincente non può comunque coprire più dei sette decimi dell'assise, cioè 24 seggi. All'interno delle singole coalizioni, o in ogni caso in cui il risultato elettorale rispetti naturalmente le soglie predette, l'attribuzione dei seggi fra le liste dei singoli partiti avviene in base al metodo D'Hondt, e all'interno delle liste vengono proclamati eletti i candidati più votati.
Il rapporto Presidente della Provincia-Consiglio è di tipo fiduciario (segue il principio simul stabunt vel simul cadent): la sfiducia, se votata, è destinata a travolgere il consiglio, così come altri fatti o atti patologici della vita del presidente. Il principio è però attenuato dall'articolo 5 della legge elettorale provinciale dato che impedimento o morte del presidente negli ultimi due anni di legislatura non generano lo scioglimento del consiglio. Anche nel caso in cui il Presidente della Provincia presenti le dimissioni negli ultimi dodici mesi della legislatura, e in quel caso le sue funzioni vengono così svolte dal vicepresidente, il Consiglio rimane in carica.

### Rappresentanza ladina
In attuazione dell'articolo 48 dello statuto speciale la legge provinciale 5 marzo 2003, n. 2 prevede che un seggio del Consiglio provinciale sia assegnato al territorio dei sei comuni del Comun General de Fascia. Viene così composta per ogni lista una graduatoria delle preferenze raccolte nei comuni ladini. Il seggio provinciale è assegnato al candidato con più preferenze della graduatoria della lista più votata in Val di Fassa.

## Composizione

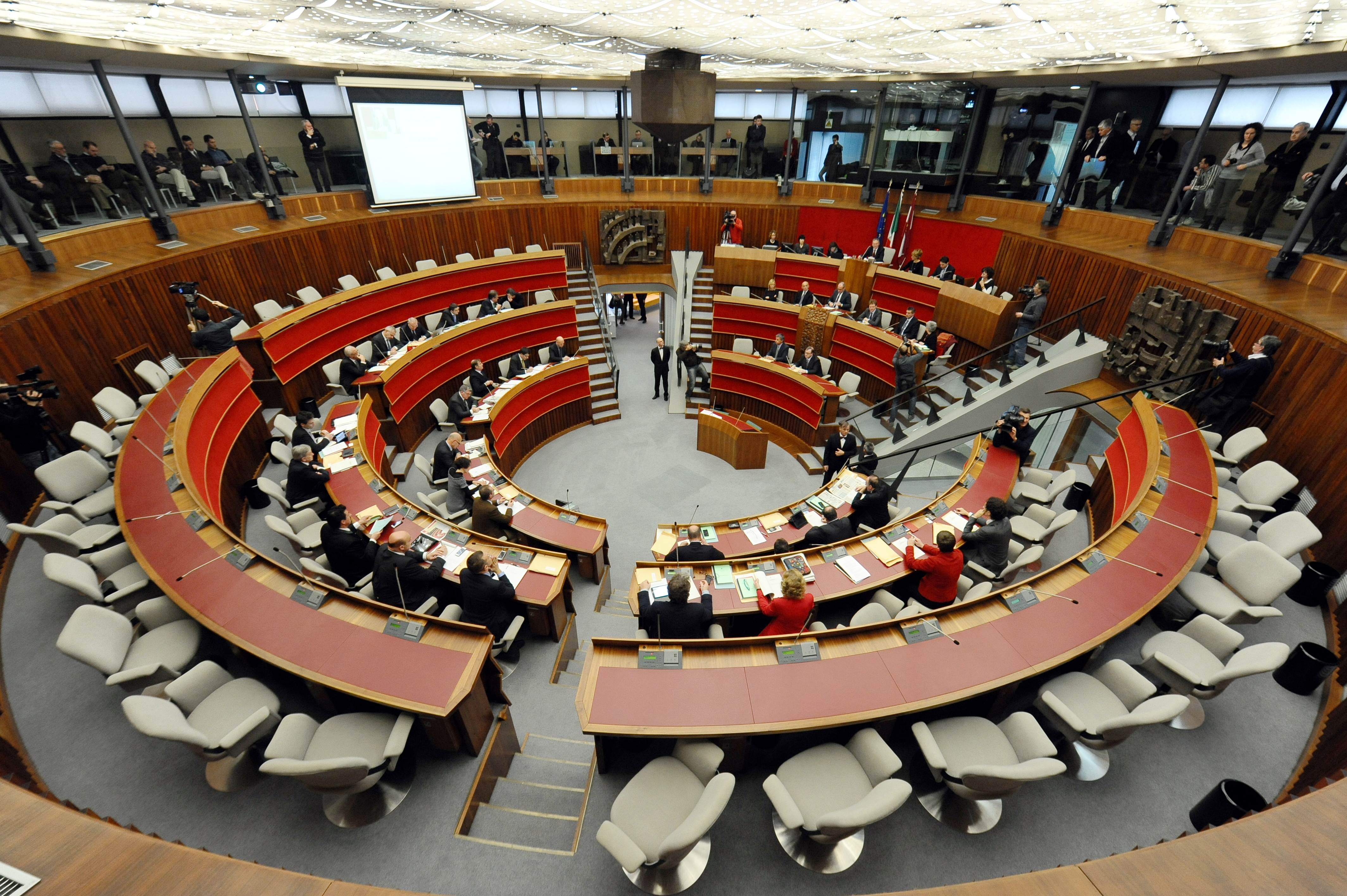
La sala del Consiglio durante una seduta

### Gruppi Consiliari
Attualmente nella XVII Legislatura, in base alle elezioni provinciali del 2023, nel Consiglio della Provincia autonoma di Trento sono presenti i seguenti gruppi consiliari:
| Gruppo             | Gruppo                                | Seggi |
| ------------------ | ------------------------------------- | ----- |
|                    | Lega Trentino per Fugatti Presidente  | 5+1   |
|                    | Fratelli d'Italia                     | 2     |
|                    | La Civica                             | 4     |
|                    | Noi Trentino per Fugatti Presidente   | 4     |
|                    | Partito Autonomista Trentino Tirolese | 3     |
|                    | Fassa                                 | 1     |
|                    | Misto                                 | 1     |
| TOTALE MAGGIORANZA | TOTALE MAGGIORANZA                    | 20+1  |
|                    | Partito Democratico del Trentino      | 7     |
|                    | Campobase                             | 4     |
|                    | Alleanza Verdi e Sinistra             | 1     |
|                    | Movimento Casa Autonomia.eu           | 1     |
|                    | Onda                                  | 1     |
| TOTALE OPPOSIZIONE | TOTALE OPPOSIZIONE                    | 14    |
| TOTALE SEGGI       | TOTALE SEGGI                          | 34+1  |

### Composizione
| Consigliere | Consigliere       | Lista                                 | Preferenze | Ruoli in consiglio provinciale         | Ruoli in consiglio regionale       | Note                         |
| ----------- | ----------------- | ------------------------------------- | ---------- | -------------------------------------- | ---------------------------------- | ---------------------------- |
|             | Maurizio Fugatti  | Lega                                  | -          | Eletto come Presidente della Provincia |                                    |                              |
|             | Roberto Failoni   | Lega                                  | 4.283      | Assessore provinciale                  |                                    |                              |
|             | Roberto Paccher   | Lega                                  | 2.749      |                                        | Presidente del Consiglio Regionale |                              |
|             | Giulia Zanotelli  | Lega                                  | 2.745      | Assessora provinciale                  | Vice-presidente della Regione      |                              |
|             | Mirko Bisesti     | Lega                                  | 1.974      | Capogruppo                             |                                    |                              |
|             | Stefania Segnana  | Lega                                  | 1.683      |                                        |                                    |                              |
|             | Achille Spinelli  | Noi Trentino per Fugatti              | 2.331      | Vice-presidente della Provincia        |                                    |                              |
|             | Claudio Soini     | Noi Trentino per Fugatti              | 1.390      | Presidente del Consiglio Provinciale   |                                    |                              |
|             | Antonella Brunet  | Noi Trentino per Fugatti              | 926        |                                        |                                    |                              |
|             | Eleonora Angeli   | Noi Trentino per Fugatti              | 835        | Capogruppo                             |                                    |                              |
|             | Mattia Gottardi   | La Civica                             | 2.975      | Assessore provinciale                  |                                    |                              |
|             | Vanessa Masè      | La Civica                             | 2.379      | Capogruppo                             |                                    |                              |
|             | Carlo Daldoss     | La Civica                             | 1.633      |                                        | Assessore regionale                | Eletto con Fratelli d'Italia |
|             | Christian Girardi | La Civica                             | 1.485      | Segretario questore                    |                                    | Eletto con Fratelli d'Italia |
|             | Mario Tonina      | Partito Autonomista Trentino Tirolese | 2.549      | Assessore provinciale                  |                                    |                              |
|             | Maria Bosin       | Partito Autonomista Trentino Tirolese | 2.138      | Capogruppo                             |                                    |                              |
|             | Walter Kaswalder  | Partito Autonomista Trentino Tirolese | 1.832      |                                        |                                    |                              |
|             | Francesca Gerosa  | Fratelli d'Italia                     | 2.783      | Assessora provinciale                  |                                    |                              |
|             | Daniele Biada     | Fratelli d'Italia                     | 1.406      | Capogruppo                             |                                    |                              |
|             | Luca Guglielmi    | Fassa                                 | 1.087      | Capogruppo                             | Assessore regionale                |                              |
|             | Claudio Cia       | Misto                                 | 2.005      | Capogruppo                             |                                    | Eletto con Fratelli d'Italia |

| Consigliere | Consigliere          | Lista                            | Preferenze | Ruoli in consiglio provinciale           | Note                 |
| ----------- | -------------------- | -------------------------------- | ---------- | ---------------------------------------- | -------------------- |
|             | Mariachiara Franzoia | Partito Democratico del Trentino | 3.366      | Vicepresidente del Consiglio Provinciale |                      |
|             | Paolo Zanella        | Partito Democratico del Trentino | 3.286      |                                          |                      |
|             | Andrea De Bertolini  | Partito Democratico del Trentino | 2.350      |                                          |                      |
|             | Alessio Manica       | Partito Democratico del Trentino | 2.329      | Capogruppo                               |                      |
|             | Lucia Maestri        | Partito Democratico del Trentino | 1.770      |                                          |                      |
|             | Francesca Parolari   | Partito Democratico del Trentino | 1.484      |                                          |                      |
|             | Michela Calzà        | Partito Democratico del Trentino | 1.448      |                                          |                      |
|             | Francesco Valduga    | Campobase                        | -          | Capogruppo                               | Candidato presidente |
|             | Chiara Maule         | Campobase                        | 2.820      |                                          |                      |
|             | Roberto Stanchina    | Campobase                        | 1.599      | Segretario questore                      |                      |
|             | Michele Malfer       | Campobase                        | 1.471      |                                          |                      |
|             | Paola Demagri        | Casa Autonomia.eu                | 3.794      | Capogruppo - Segretario questore         |                      |
|             | Lucia Coppola        | Alleanza Verdi e Sinistra        | 912        | Capogruppo                               |                      |
|             | Filippo Degasperi    | Onda Civica                      | -          | Capogruppo                               | Candidato presidente |

### Commissioni consiliari
Le commissioni permanenti sono organi interni del Consiglio e, nominate dall'Assemblea ad inizio legislatura, presentano un numero di componenti variabileche rispecchia la consistenza dei gruppi consiliari. Possono essere nominate commissioni speciali.
| Commissione          | Commissione |
| -------------------- | --- |
| I                    | Forma di governo, Organizzazione provinciale, programmazione, Finanza provinciale e locale, patrimonio, Enti locali                                                                                          |
| II                   | Energia, Cave, miniere, Attività economiche, Lavoro |
| III                  | Agricoltura, foreste, Urbanistica, Opere pubbliche, espropriazione, Trasporti, Protezione civile, Acque pubbliche, Tutela dell'ambiente, caccia e pesca                                                      |
| IV                   | Politiche sociali, sanità, Sport, attività ricreative, Edilizia abitativa |
| V                    | Istruzione, ricerca, Cultura, informazione |
| VI                   | Autonomia, Affari generali (rapporti internazionali e con l'Unione europea, Euregio, solidarietà internazionale)                                                                                             |
| Commissione speciale | |
| di indagine          | Commissione speciale di indagine con il compito di approfondire e ricostruire la storia della società Hydro Dolomiti Energia e di verificare la praticabilità di forme di azionariato diffuso o assimilabili |

## Presidenti

Bandiera della Provincia autonoma di Trento

Di seguito l'elenco dei presidenti del Consiglio provinciale di Trento dal 20 dicembre 1948 ad oggi.
| Elezioni | Legislatura | Periodo        | Presidente          | Gruppo |
| -------- | ----------- | -------------- | ------------------- | ------ |
| 1948     | I           | 1948-1952      | Riccardo Rosa       | DC     |
| 1952     | II          | 1952-1956      | Italo Samuelli      | DC     |
| 1956     | III         | 1956-1960      | Italo Samuelli      | DC     |
| 1960     | IV          | 1960-1964      | Camillo Lutteri     | DC     |
| 1964     | V           | 1964-1968      | Celestino Margonari | DC     |
| 1968     | VI          | 1968-1972      | Alfonso Salvadori   | DC     |
| 1968     | VI          | 1972-1973      | Guido Raffaelli     | PSI    |
| 1973     | VII         | 1973-1978      | Celestino Margonari | DC     |
| 1978     | VIII        | 1978-1983      | Riccardo Ricci      | PSI    |
| 1983     | IX          | 1983-1988      | Franco Paolazzi     | DC     |
| 1988     | X           | 1988-1992      | Pierluigi Angeli    | DC     |
| 1988     | X           | 1992-1993      | Marco Giordani      | DC     |
| 1993     | XI          | 1993-1996      | Carlo Alessandrini  | PDS    |
| 1993     | XI          | 1996-1998      | Marco Giordani      | Misto  |
| 1998     | XII         | 1998-2003      | Mario Cristofolini  | CM     |
| 2003     | XIII        | 2003-2006      | Giacomo Bezzi       | PATT   |
| 2003     | XIII        | 2006-2008      | Dario Pallaoro      | Misto  |
| 2008     | XIV         | 2008-2011      | Giovanni Kessler    | PD     |
| 2008     | XIV         | 2011-2013      | Bruno Dorigatti     | PD     |
| 2013     | XV          | 2013-2018      | Bruno Dorigatti     | PD     |
| 2018     | XVI         | 2018-2023      | Walter Kaswalder    | AP     |
| 2023     | XVII        | 2023-in carica | Claudio Soini       | NTpF   |